# Ladamos
Ladamos (románul: Loamneș, németül: Ladmesch) falu Romániában, Erdélyben, Szeben megyében, az azonos nevű község központja.

## Fekvése
Nagyszebentől 31 kilométerre északnyugatra, a Viza patak partján fekszik. A község területének 42%-a szántóföld, 28%-a legelő, 15%-a rét és 6%-a erdő.

## Nevének eredete
Neve a Ladomér keresztnév változatából való. 1320-ban Ladamerteluke, 1326-ban Ladomateluke, 1331-ben Lodomasteluk és Lodomateluk, 1392-ben Ladamas, 1394-ben Ladamos alakban jegyezték fel.

## Története
A község területén bronzkori leleteket tártak fel. Fehér, később Alsó-Fehér vármegyei falu volt. 1506-ban pusztaként említették, majd románokkal települt újra. 1712-ben a Bethlen család birtoka volt. Augusztinovics Pál itteni birtokát 1837-ben az Erdélyi Unitárius Egyháznak adományozta. Sokáig ez volt az egyház egyetlen nagyobb értékű földbirtoka. A 423 holdas földet 1874-ben a Bethlen családtól vásárolt 330 holddal egészítették ki.

## Lakossága
1880-ban 371 lakosából 345 volt román, 10 magyar és 13 egyéb (cigány) anyanyelvű; 356 ortodox és 9 református vallású.
2002-ben 690 lakosából 686 volt román nemzetiségű; 680 ortodox vallású.

## Műemlékek
- Ortodox temploma 1805–10-ben, tornya 1885-ben épült.